# ジャック・オブ・ロンドン

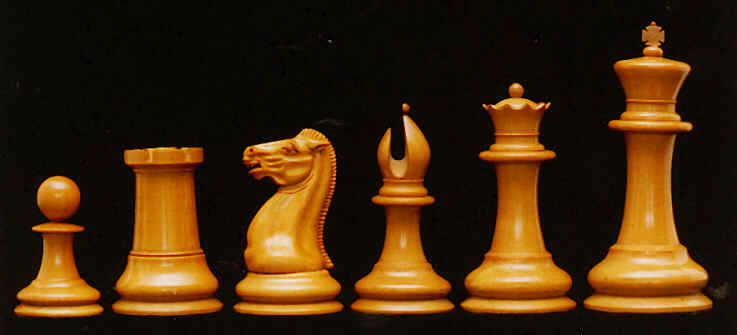
1849年にクックがジャックのために設計したスタントンチェスセット

ジャック・オブ・ロンドン (Jaques of London) は、イギリスロンドンの玩具メーカー。以前の名称は、ジョン・ジャック・オブ・ロンドン (John Jaques of London)、 ジャック・アンド・サン (Jaques and Son)。アナログゲーム用品やスポーツ用品を製造する老舗の同族経営企業である。

## 歴史
フランスのユグノーの子孫であるトーマス・ジャックが「象牙、堅木、骨、タンブリッジ・ウェアの製造元」として1795年に創業した。
第二次世界大戦中のチェス人気は、イギリス軍のMI9がイギリスとアメリカの捕虜に脱獄の道具を提供するのに役立った。特にジャック・オブ・ロンドンの木製スタントンチェスセットがこの目的で使用された。チェスの駒の箱の内壁は、地図、通貨、文書、のこぎり、スインガーコンパスを隠すためにくり抜かれていた。大きなチェス盤は、偽造文書、地図、通貨、その他の禁制品を囚人に供給するのに最適だった。チェスの駒自体はくり抜かれ、メッセージ、コンパス、地図、服装を一般人のものに変えるのに役立つ染料を入れるために使用されていた。駒の土台はしばしば左回転ネジでねじ込まれていたので、土台を緩めようとしても通常はきつくなるだけだった。
同社は2000年にオフィスとショールームをケント州イーデンブリッジに移転した。

## 主な製品

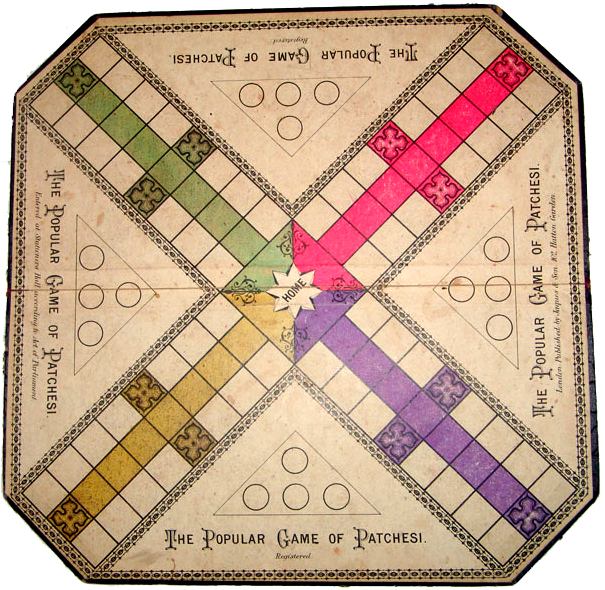
ジャック・アンド・サンのLudoボード（パチーシ）

- チェス - ジャックは、チェスの国際標準となったスタントンチェスセットを世界で初めて販売した企業である。スタントンチェスセットは、1849年にナサニエル・クックによって設計され、イギリスのチェスチャンピオンであるハワード・スタントンにちなんで命名された。
- リバーシ - ジャックは、現在オセロとして親しまれているゲーム「リバーシ」を1888年に世界で初めて販売した企業である[4]。
- 蛇と梯子 - インドの伝統ゲームであり、現在世界で親しまれているすごろくのひな型となったゲームである。1888年にジャックがイギリスで販売を開始し、世界的なブームとなった。
- Ludo - インドの伝統ゲームであるパチーシを現代風にアレンジしたゲーム。1897年に英国で特許を取得。
- 家族合わせ -　1851年に開発された人気のカードゲーム[5]。
- Tiddledy-Winks - 1888年に販売を開始した。
- クロッケー -　ゲームの普及に重要な役割を果たし、 1857、1860 、および1864年にルールのエディションを作成した。
- 時計ゴルフ -ジャックは19世紀半ばにゲームを始めたと主張している[6]。
- 卓球 - ゴシマ 、後にピンポンという名前で販売。
- Shove ha'penny- 英国で主にプレーされているシャッフルボードファミリーのパブゲーム。

## 参照資料
1. ↑  "About Jaques London"
2. ↑  Froom, Phil. Evasion and Escape Devices: Produced by MI9, MIS-X and SOE in World War II. 2015. Pages 281-283.
3. ↑  http://www.jaqueslondon.co.uk/contact-us
4. ↑  Berkeley, Authorized by Lewis Waterman (1890) (英語). Reversi and Go Bang. Frederick A. Stokes Company
5. ↑  "Jaques' Happy Families" Archived 2011-08-12 at the Wayback Machine.
6. ↑  “Golf Games Rules”.   Jaques. 2016年9月16日時点のオリジナルよりアーカイブ。2016年8月18日閲覧。